# Kerotinska kiselina
Kerotinska kiselina (heksakosanoinska kiselina) je zasićena masna kiselina sa 26-ugljenika. Njena hemijska formula je . Ona je prisutna u pčelinjem vosku i karnauba vosku. Kerotinska kiselina je bela kristalna čvrsta materija.
Kerotinska kiselina je tip masnih kiselina veoma dugog lanca koje su često povezane sa bolešću adrenoleukodistrofija, usled koje dolazi do ekscesivnog zasićenja nemetabolisanim masnim kiselinama dugog lanca, uključujući kerotinsku kiselinu, u peroksizomu.

## Literatura
- Moser, Hugo W.; Smith, Kirby D.; Watkins, Paul A.; Powers, James; Moser, Ann (2004). „X-Linked Adrenoleukodystrophy”.  Ур.: Scriver, C.W.; Beaudet, A.L.; Sly, W.S.; Valle, D. Metabolic and Molecular Bases of Inherited Disease (8th изд.). New York: McGraw Hill.